# Eliesse Ben Seghir
Eliesse Ben Seghir (Saint-Tropez, Francia, 16 de febrero de 2005) es un futbolista marroquí que juega de centrocampista en el A. S. Monaco F. C. de la Ligue 1.

## Trayectoria
Es un canterano de las academias del SC Cogolinois, ÉFC Fréjus Saint-Raphaël, y A. S. Monaco F. C. Firmó su primer contrato profesional con el Mónaco el 5 de agosto de 2022, e hizo su debut profesional con el club como suplente de última hora en una victoria por 4-1 en la Liga Europa de la UEFA contra el Estrella Roja de Belgrado el 3 de noviembre de 2022.
El 28 de diciembre de 2022 debutó en la Ligue 1 con el Mónaco como suplente en el descanso de un partido contra el A. J. Auxerre. Marcó dos goles, ambos para adelantar al Mónaco, y ayudó a su equipo a salir victorioso por 3-2.

## Selección nacional
Es internacional en las categorías inferiores de la selección francesa sub-18.

## Vida personal
Nacido en Francia, es de ascendencia marroquí. Es hermano menor del también futbolista Salim Ben Seghir.

## Estadísticas

### Clubes
Actualizado al último partido disputado el 17 de mayo de 2025.
| Club                       | Div.          | Temporada     | Liga  | Liga  | Liga   | Copas nacionales | Copas nacionales | Copas nacionales | Copas internacionales | Copas internacionales | Copas internacionales | Total | Total | Total  |
| Club                       | Div.          | Temporada     | Part. | Goles | Asist. | Part.            | Goles            | Asist.           | Part.                 | Goles                 | Asist.                | Part. | Goles | Asist. |
| -------------------------- | ------------- | ------------- | ----- | ----- | ------ | ---------------- | ---------------- | ---------------- | --------------------- | --------------------- | --------------------- | ----- | ----- | ------ |
| A. S. Monaco F. C. Francia | 1.ª           | 2022-23       | 19    | 4     | 1      | 1                | 0                | 0                | 4                     | 0                     | 2                     | 24    | 4     | 3      |
| A. S. Monaco F. C. Francia | 1.ª           | 2023-24       | 13    | 2     | 2      | 1                | 0                | 0                | —                     | —                     | —                     | 14    | 2     | 2      |
| A. S. Monaco F. C. Francia | 1.ª           | 2024-25       | 33    | 6     | 3      | 3                | 1                | 1                | 10                    | 2                     | 0                     | 46    | 9     | 4      |
| A. S. Monaco F. C. Francia | Total club    | Total club    | 65    | 12    | 6      | 5                | 1                | 1                | 14                    | 2                     | 2                     | 84    | 15    | 9      |
| Total carrera              | Total carrera | Total carrera | 65    | 12    | 6      | 5                | 1                | 1                | 14                    | 2                     | 2                     | 84    | 15    | 9      |

## Palmarés

### Torneos internacionales
| Título           | Equipo                        | Sede  | Año  |
| ---------------- | ----------------------------- | ----- | ---- |
| Juegos Olímpicos | Selección sub-23 de Marruecos | París | 2024 |